# Ferid Murad
Ferid Murad (Whiting, 14 de setembre 1936 - 4 de setembre de 2023) fou un farmacòleg i professor universitari nord-americà guardonat amb el Premi Nobel de Medicina o Fisiologia l'any 1998.

## Biografia
Va néixer el 14 de setembre de 1936 a la ciutat de Whiting, població situada a l'estat nord-americà d'Indiana. Fill d'un immigrant albanès va estudiar medicina a la Universitat dePauw, on es va graduar el 1958 i el 1965 es va doctorar a la Case Western Reserve University de Cleveland. El 1970 fou nomenat professor de la Universitat de Virgínia i el 1981 de Stanford.

## Recerca científica
Les seves investigacions giraren al voltant del camp de l'anàlisi del mecanisme d'acció de la nitroglicerina i altres agents vasodilatadors, descobrint l'any 1977 les propietats de l'òxid nítric, un compost químic present en petites quantitats al cos humà i que afectava les cèl·lules musculars.
L'any 1998 fou guardonat amb el Premi Nobel de Medicina o Fisiologia pels seus descobriments referents a l'òxid nítric com a molècula significativa en el sistema cardiovascular, premi que compartí amb Robert Francis Furchgott i Louis José Ignarro. La concessió del Premi Nobel a Murad no fou exempta de polèmica, sobretot per l'omissió de premiar Salvador Moncada, el qual havia aconseguit determinar les mateixes propietats de forma independent a aquest.